# Parc provincial du Tromen
Le Parc provincial du Tromen (espagnol : Parque Provincial del Tromen) est une zone protégée d'Argentine, située en province de Neuquén et abritant notamment le volcan Tromen 
(appelé aussi Pun Mahuida, ce qui signifie montagne noire ou entourée de nuages). Le 
parc est centré sur la protection des oiseaux qui vivent autour d'un petit lac appelé Laguna Tromen, et d'une zone humide, appelée Bañado Los Barros.
Le parc a été créé en 1971 par décret provincial.

## Situation et voies d'accès
Il se trouve au nord de la province de Neuquén, dans les départements de Chos Malal et de Pehuenches. Il est situé à 40 km. au nord-est de la ville de Chos Malal; On y accède en utilisant la fameuse route nationale 40, qui court du nord au sud le long des Andes argentines, puis les routes provinciales n° 2 et 37. Sa superficie est de 30 000 hectares, soit 300 kilomètres carrés.

## Climat et précipitations
Le climat peut être très rigoureux en hiver, étant donné l'altitude moyenne du parc, même au pied des volcans. En été, il y fait très chaud le jour, mais les oscillations thermiques quotidiennes (différence jour-nuit) y sont importantes. Ceci est d'ailleurs valable pour l'ensemble de la province de Neuquen. La température moyenne annuelle est cependant assez élevée (13°C). 
Les précipitations ont une moyenne annuelle de 350 mm. (enregistrées à une altitude de 1 800 m). En hiver il y a de fréquentes chutes de neige qui peuvent être abondantes sur les sommets. Ces précipitations et la fonte des neiges du côté nord-ouest du Tromen, créent des petits cours d'eau qui alimentent la laguna Tromen, laquelle reçoit en outre des ruisseaux issus du flanc sud d'un autre volcan le Cerro Waile, dont la plus grande partie est située en dehors du territoire du parc. 
L'émissaire de la lagune se dirige vers l'ouest et se perd dans une zone humide, le Bañado Los Barros.

## Géographie
Le parc comprend une partie de la région typiquement volcanique appelée "Massif du Tromen".
Il s'y trouve de nombreux cônes volcaniques dont le plus important est celui du Tromen. Il y a des coulées de lave et des bombes volcaniques aujourd'hui pétrifiées, ainsi que des champs de scories.
Tout cela souligne l'importance de l'activité éruptive passée.
Les plans d'eau principaux du parc sont la Laguna Tromen et le Bañado Los Barros. La Lagune Tromen se trouve au pied du flanc nord-ouest du Volcan Tromen à une altitude de 2 100 mètres et atteint une superficie de plus ou moins 4 km². 
Ses élévations principales sont le volcan Tromen (4 114 mètres d'altitude) et le Cerro Waile (3 296 mètres), bien que le sommet de ce dernier se trouve à l'extérieur du parc. La lagune Tromen se trouve ainsi enserrée entre les deux volcans.

## La flore

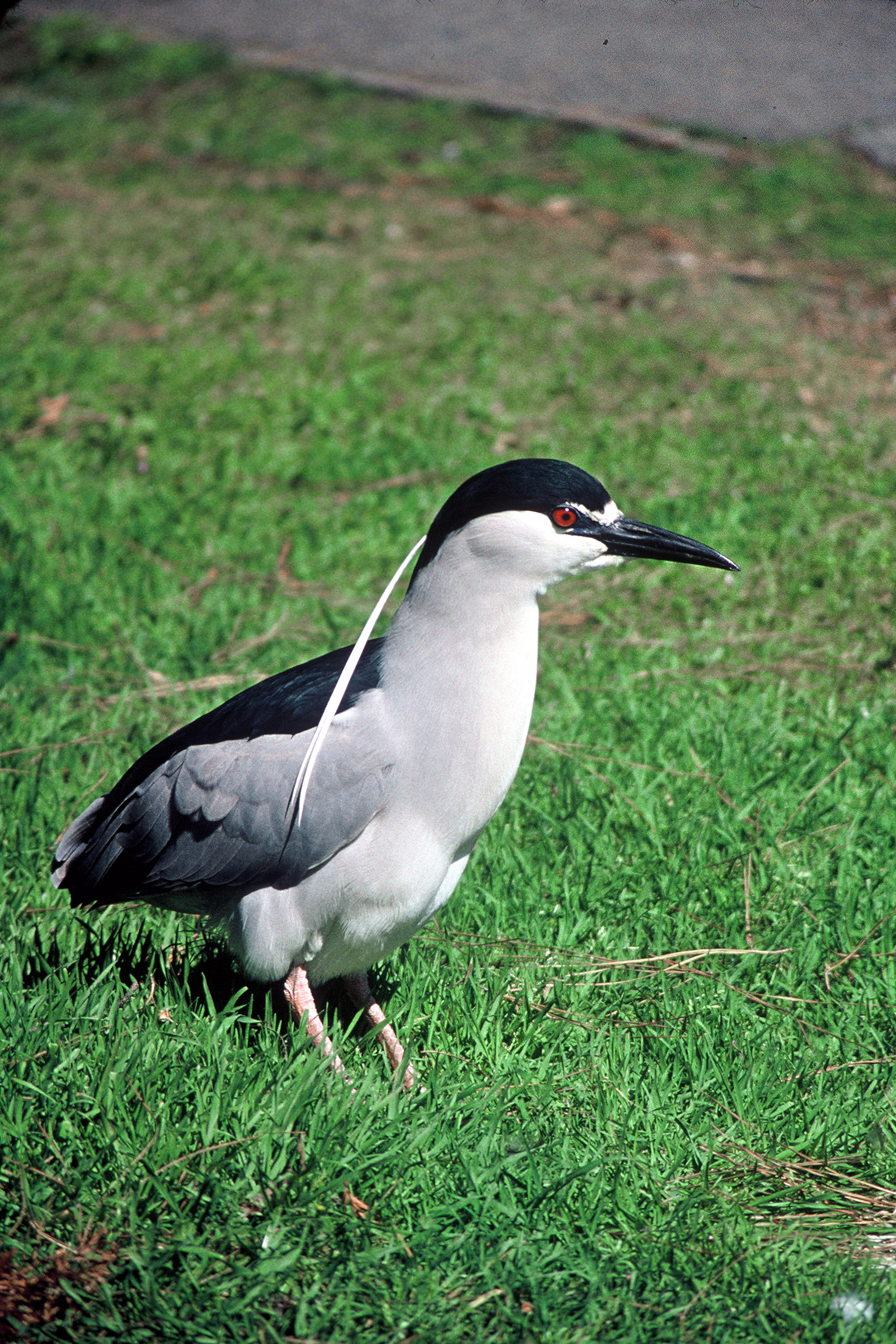
Un bihoreau gris

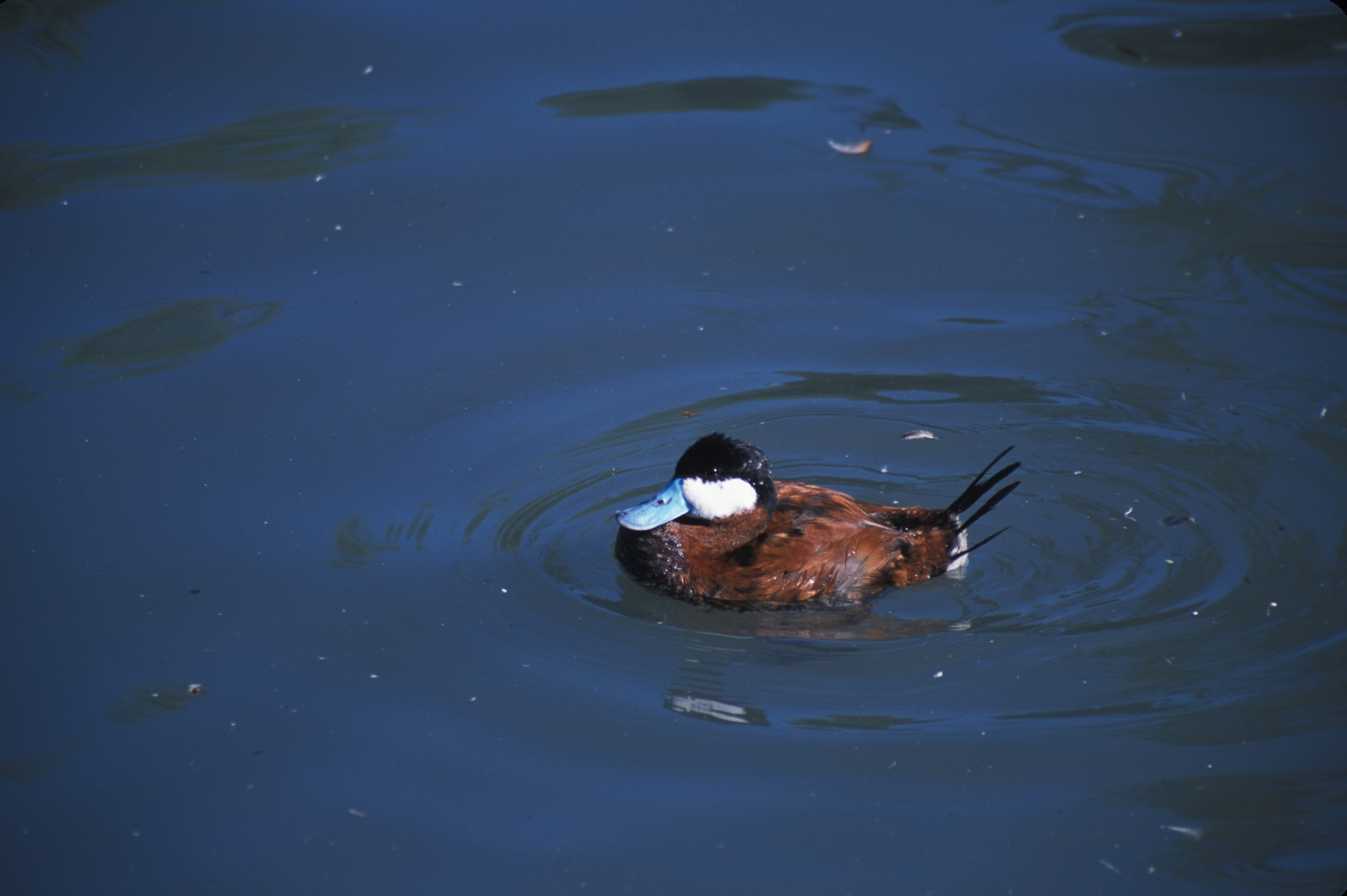
un érismature rousse

La végétation du parc est steppique, composée de plusieurs espèces de graminées. Plus l'altitude s'élève, plus ces graminées sont remplacées par des mousses et autres végétaux adaptés à supporter la neige et des froids plus intenses. Au total on retrouve dans la zone deux types de végétation : la végétation patagonique et l'altoandine. 
Dans cette région croît aussi un arbuste fort intéressant le colimamil (Adesmia pinifolia, ou « leña amarilla », c’est-à-dire littéralement bois à brûler jaune). Il est appelé ainsi pour la couleur jaunâtre de son écorce. Il peut dépasser les 3 mètres de hauteur. c'est un bois rare, de distribution fort restreinte et formait jadis des bosquets fort étendus. Mais, étant un excellent combustible, il a été surexploité pour devenir du bois à brûler, et est devenu rare aujourd'hui. Bien des forêts sur terre ont été ainsi odieusement maltraitées par l'homme.

## La faune
Les représentants les plus remarquables de la faune sont les oiseaux, surtout l'avifaune aquatique centrée autour de la laguna Tromen et du Bañado Los Barros. Leur protection fut le motif principal de la création du parc. 
Les principaux oiseaux sont le macá, grèbe ou podiceps commun (podiceps rolland), le grèbe argenté (podiceps occipitalis), le bihoreau gris (nycticorax nycticorax), l'ibis à face noire (theristicus melanopis), le flamant du Chili, le cygne à cou noir (cygnus melancoryphus), 
le coscoroba blanc, la ouette à tête grise (chloephaga poliocephala) et la ouette de Magellan (chloephaga picta), le canard huppé (lophonetta specularioides), l'érismature rousse (oxyura jamaicensis), et toute une série d'autres canards. Il y a aussi de nombreuses espèces d'oiseaux migrateurs, dont certaines proviennent du grand nord canadien, comme le chevalier solitaire (tringa solitaria), le bécasseau de Bonaparte (calidris fuscicollis), et le phalarope de Wilson (phalaropus tricolor).